# ホンダ・CUV ES
CUV ES（シーユーヴィ イーエス） は、かつて本田技研工業が生産販売していた電動スクーターである。 定格出力580Wで、排気量区分では原動機付自転車となる。

## 概要
1991年6月に行われた「第6回低公害車フェア」、1993年10月に行われた「第30回 東京モーターショー 1993」のホンダ２輪ブースにCUV-ESプロトタイプが展示された。。
1994年3月10日発売。
車名の CUV ES は「Clean Urban Vehicle Electric Scooter」の頭文字からきている。 
官公庁や地方自治体等へのリース販売のみで、メーカー希望小売価格は￥850,000（3年間のリース販売方式）販売台数は200台限定だった。
駆動用バッテリーはニッケル・カドミウム蓄電池（86.4V 20Ah）をフロア・ステップ下部に搭載しており、交流100ボルト専用の充電器は車載されている。
車体にはセンター・トランク（メットイン）を装備しており、フルフェイスのヘルメット等を収納可能である。
ホンダ初の市販（リース販売のみ）電動2輪車。
当時の需要が芳しくなかったため生産終了となったが、同じコンセプトは2011年発表のEV-neoに受け継がれている。

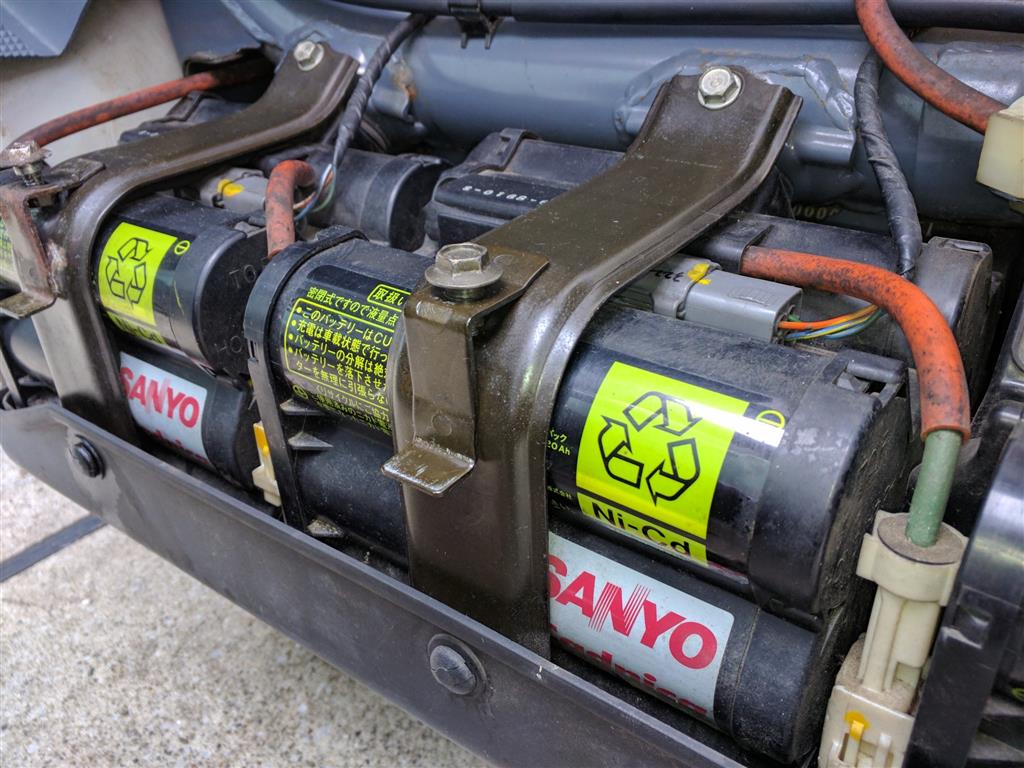
CUV-ESのニッカドバッテリー　サンヨー製